# Roßlau-Typ
Der Roßlau-Typ ist eine aus fünf Einheiten bestehende Serie von Küstenmotorschiffen der Roßlauer Schiffswerft.

## Geschichte
Die Schiffe wurden 1991 bis 1993 für die Reederei Bockstiegel in Emden gebaut. Der Bau der fünf Küstenmotorschiffe für die Reederei Bockstiegel sowie sechs weiterer Küstenmotorschiffe für die Reederei H.H. Wübbe Nachf. in Hamburg rettete die nach der deutschen Wiedervereinigung in wirtschaftliche Schwierigkeiten geratene Werft.
Die Reederei Bockstiegel gab die Bereederung der Schiffe Anfang 2002 an die Reederei Erwin Strahlmann ab. 2004 wurden die Schiffe von Bockstiegel an Strahlmann verkauft.

## Beschreibung
Die Schiffe werden von einem Deutz-MWM-Dieselmotor des Typs SBV 6 M 628 mit 600 kW Leistung angetrieben, die über ein Untersetzungsgetriebe auf einen Festpropeller wirken. Für die Stromerzeugung stehen zwei MWM-Dieselgeneratoren des Typs D234 V8 mit jeweils 104 kW Leistung zur Verfügung. Für den Hafen- und Notbetrieb wurde ein Deutz-Dieselgenerator des Typs F5L 413 FR mit 68 kW Leistung verbaut. Die Schiffe sind mit einem elektrisch angetriebenen Bugstrahlruder mit 140 kW Leistung ausgestattet.
Die Decksaufbauten befinden sich achtern. Das Brückendeck ist von den übrigen Aufbauten getrennt und höhenverstellbar. Zusätzlich können die beiden Schiffsmasten zur Unterquerung von Brücken geklappt werden. Vor den Aufbauten befindet sich ein 52 Meter langer und 9 Meter breiter Laderaum. Die Höhe des Raums beträgt 6,49 Meter. Der Laderaum der Schiffe ist boxenförmig und wird mit hydraulisch betriebenen Faltlukendeckeln verschlossen. Die Schiffe sind mit zwei Schotten ausgerüstet. Die Tankdecke kann mit 12 t/m², die Lukendeckel mit 1,5 t/m² belastet werden.
Die Schiffe sind für den Transport von Containern ausgestattet. Die Containerkapazität beträgt 80 TEU.

## Schiffe
| Roßlau-Typ | Roßlau-Typ | Roßlau-Typ | Roßlau-Typ                                  | Roßlau-Typ                                                                   |
| Bauname    | Baunummer  | IMO-Nummer | Kiellegung Stapellauf Ablieferung           | Spätere Namen und Verbleib                                                   |
| ---------- | ---------- | ---------- | ------------------------------------------- | ---------------------------------------------------------------------------- |
| Rysum      | 241        | 9015424    | 8. April 1991 15. Juni 1991 Februar 1992    | 1991: Saar Emden, 1996: Rysum, 2020: Talis, 2023: Semsa                      |
| Eilsum     | 242        | 9015436    | 22. April 1991 2. August 1991 Februar 1992  | 1992: Saar Lisboa, 1996: Eilsum, 2019: Sed Trio, 2022: Lucky Sed             |
| Pilsum     | 243        | 9015448    | 19. Mai 1992 14. August 1992 März 1993      | 1993: Saar Rotterdam; 1996: Pilsum, 1998: Heiko B, 2002: Pilsum, 2020: Vulin |
| Uttum      | 244        | 9015450    | 10. Juli 1992 18. März 1993 November 1993   | 1993: Saar Antwerp, 1997: Uttum, 2020: Kata, 2022: Lucky Luke                |
| Dornum     | 245        | 9015462    | 9. Oktober 1992 18. März 1993 November 1993 | 1993: Saar Madrid, 1996: Dornum, 2019: Jack Trio, 2022: Lucky Jack           |

Die Schiffe waren ursprünglich nach Orten in Ostfriesland benannt. Sie fuhren unter der Flagge von Antigua und Barbuda mit Heimathafen St. John’s.